# Qian Feng
Qian Feng ou Ch'ien Feng ou Ts'ien Feng, surnom : Dongzhu, nom de pinceau : Nanyuan est un peintre de paysages, d'animaux et calligraphe chinois du XVIIIe siècle, né en 1740, originaire de Kunming (capitale de la province du Yunnan, en République populaire de Chine), mort probablement en 1795.

## Biographie
Qian Feng est un peintre de chevaux en particulier, il laisse plusieurs peintures signées et datées.

## Musées
- Cambridge (Massachusetts) (Musée):
  - Nuages encerclant des pics montagneux et grands pins, inscription datée 1782.
  - Trois chevaux près d'un vieil arbre, œuvre signée.
- Honolulu: (Acad. of Art):
  - Pavillon d'études aux pieds des monts rocheux, daté 1784.